# Otton Gordziałkowski

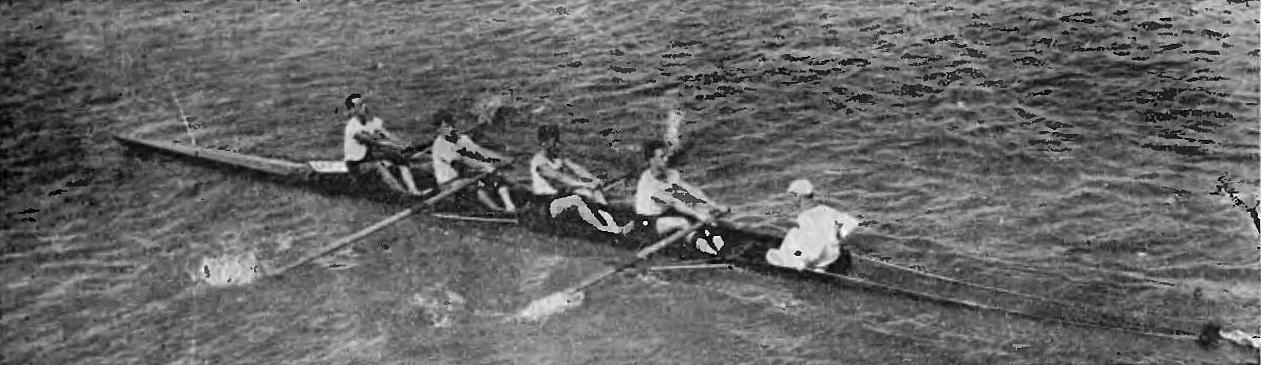
Otton Gordziałkowski jako członek czwórki AZS Warszawa

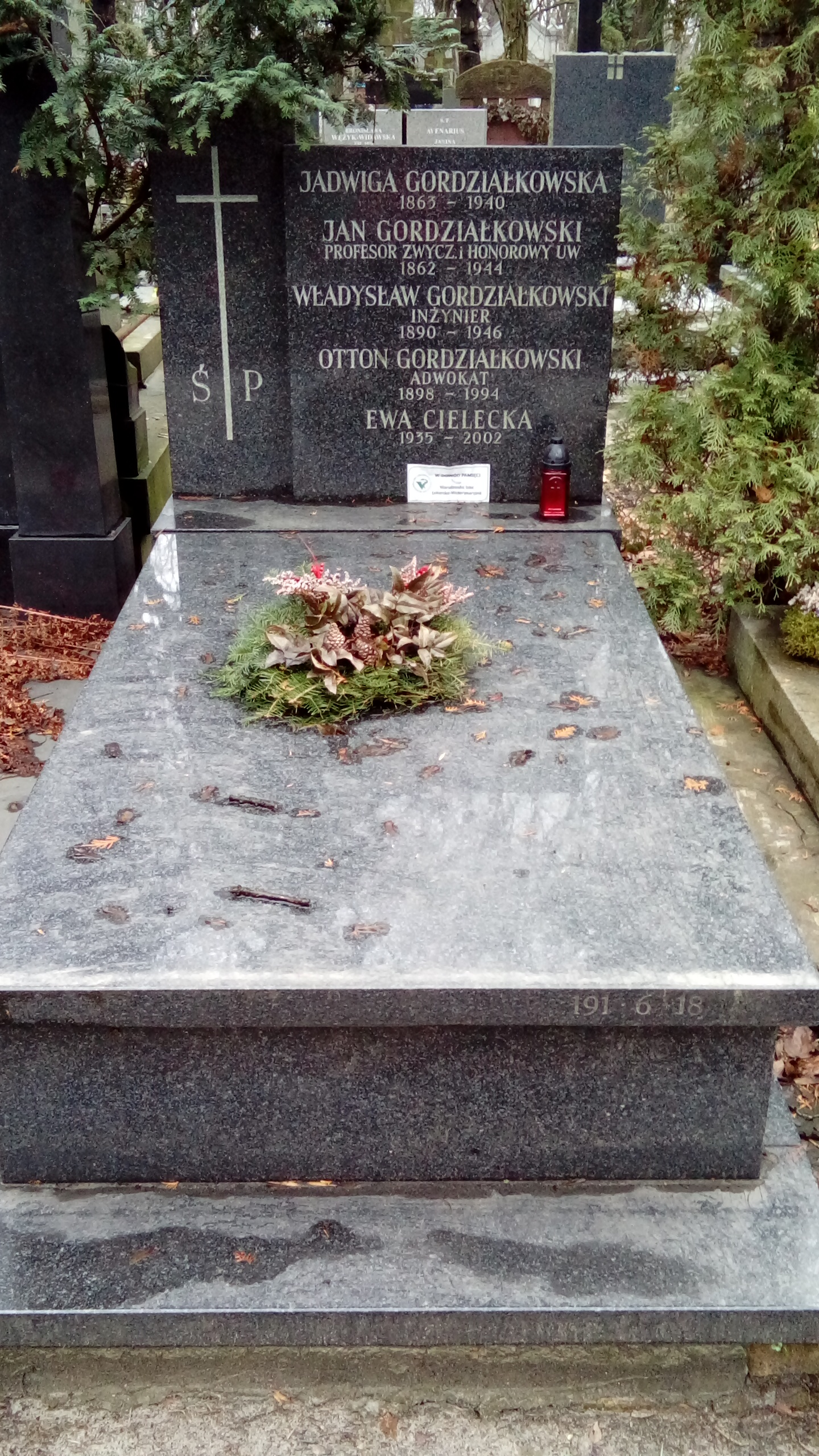
Rodzinny grób Ottona Gordziałkowskiego na cmentarzu Powązkowskim

Otton Mikołaj Gordziałkowski (ur. 4 listopada?/16 listopada 1898 w Petersburgu, zm. 28 stycznia 1994 w Warszawie) – polski wioślarz, prawnik, olimpijczyk z Amsterdamu 1928.

## Życiorys
Urodził się 16 listopada 1898 w Petersburgu jako syn Jana (1862–1944, lekarz) i Jadwigi z Kozubowskich (1863–1940). Do szkoły powszechnej i średniej chodził w Charkowie, Sewastopolu, Odessie i Sankt-Petersburgu. W latach 1917–1919 służył we Flocie Czarnomorskiej rosyjskiej marynarki wojennej. W 1920 wstąpił do Wojska Polskiego. W stopniu bosmana służył na pierwszym polskim okręcie wojennym Pomorzanin. Brał udziale wojnie polsko-bolszewickiej. W 1924 ukończył studia na Wydziale Prawa Uniwersytetu Warszawskiego. Od 1929 prowadził praktykę adwokacką.

### Wioślarz
Sportem zainteresował się w okresie szkolnym. Pasjonował się głównie sportami wodnymi. Pod koniec 1920 roku związał się z AZS Warszawa. Przez całą karierę zawodniczą reprezentował barwy tego klubu. Był mistrzem Polski w czwórce ze sternikiem (1923–1925) oraz w ósemce (1925–1927). W roku 1924 był akademickim mistrzem świata w czwórce ze sternikiem. W 1925 z Henrykiem Niezabitowskim, Lucjanem Kulejem, Władysławem Nadratowskim zwyciężył w regatach akademickich w Pawii. Trzykrotnie startował w mistrzostwach Europy w latach 1925–1927, zdobywając brązowy medal (1927) w ósemce. Na letnich igrzyskach olimpijskich w Amsterdamie zajął czwarte miejsce w ósemce z Józefem Łaszewskim, Andrzejem Sołtanem, Januszem Ślązakiem, Stanisławem Urbanem, Marianem Wodzińskim i Jerzym Skolimowskim. Czynne uprawianie sportu zakończył w 1929 r., zdobywając brązowy medal na mistrzostwach Polski w czwórce bez sternika.

### Działacz sportowy
W latach dwudziestych rozpoczął działalność w ruchach sportowych. Pierwotnie działali sekcji sportów wodnych AZS Warszawa, na stanowisku kierownika. Zajmował się również szkoleniem wioślarzy. W latach 1924–1925 był wiceprezesem AZS Warszawa, a w latach 1927–1928 prezesem. Do końca 1932 zasiadał w zarządzie AZS. W latach 1928–1929 był przewodniczącym Centrali Polskich Akademickich Związków Sportowych. W latach 20. był także członkiem Polskiego Związku Towarzystw Wioślarskich. W latach 1933–1935 był również wiceprezesem Polskiego Związku Hokeja na Lodzie.

### Losy wojenne
Brał udział w kampanii wrześniowej w obronie wybrzeża. Po powrocie do Warszawy włączył się w działalność konspiracyjną pod pseudonimem „Wacław”. Brał udział w pracach Biura Informacji i Propagandy Armii Krajowej. Uczestnik powstania warszawskiego (jego syn Wojciech zginął podczas ataku na siedzibę gestapo w alei Szucha). Po upadku powstania dostał się do niewoli i został osadzony w Oflagu II D Gross-Born, w którym przebywał do lutego 1945.

### Po wojnie
Po wojnie powrócił do Warszawy. Kontynuował działalność w Warszawskim Towarzystwie Wioślarskim. 2 grudnia 1945 został wybrany kapitanem sportowym. Uprawiał także sport motorowodny. Zmarł 28 stycznia 1994 w Warszawie. Został pochowany w grobowcu rodzinnym na cmentarzu Powązkowskim (kwatera 191-6-18).

## Ordery i odznaczenia
- Srebrny Krzyż Zasługi (19 marca 1931)[5]